# 暹罗百丽宫

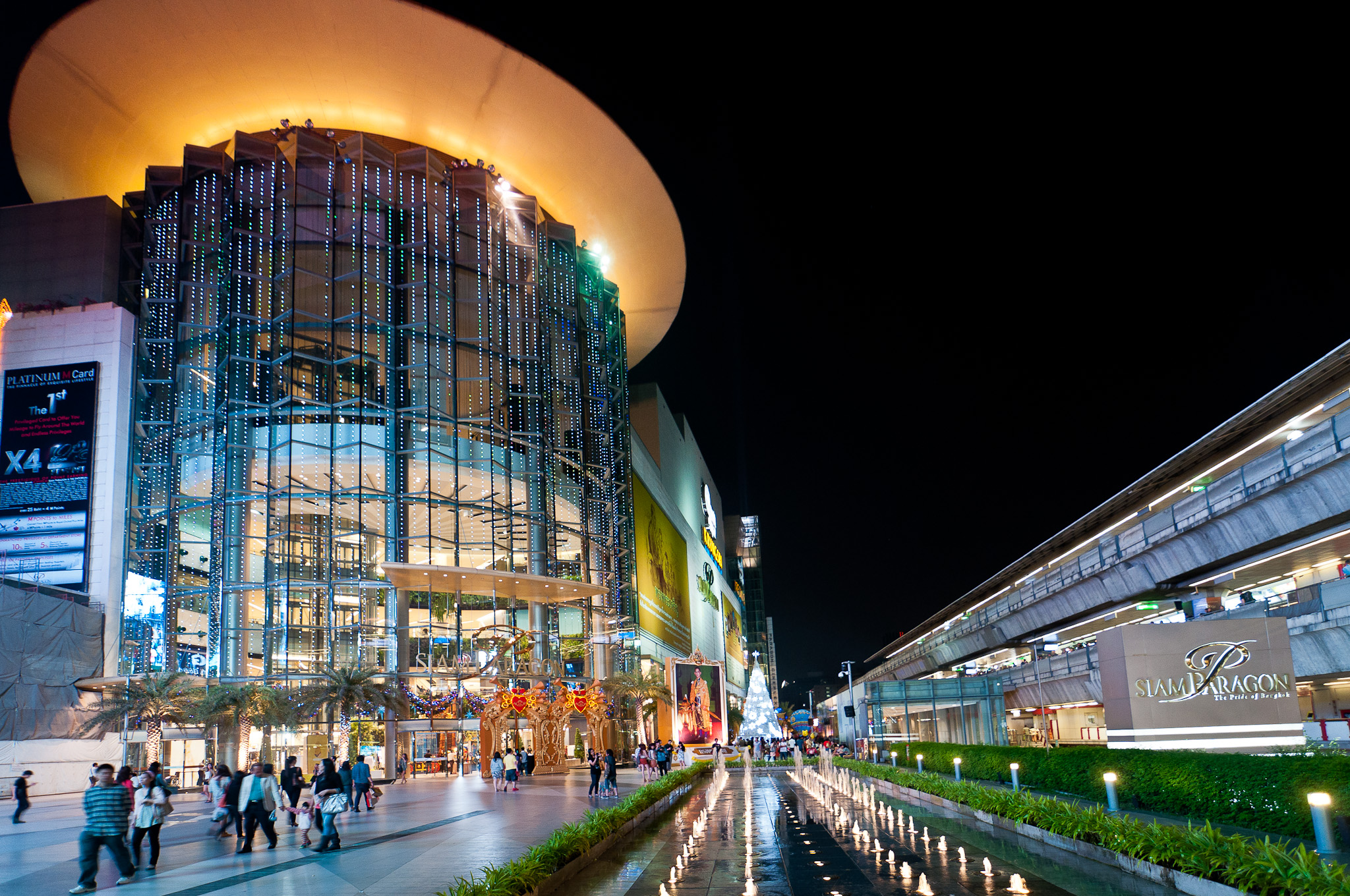
Siam Paragon正門

暹羅百丽宫（羅馬化：S̄yām phārākxn）是位於泰國的首都曼谷之巴吞旺縣的拍喃大馬路之一個大型購物中心，曾是東南亞最大的百貨商場。在2005年12月9日開幕，樓高10層，佔地500000平方米，包括共270多間國際高級名牌時裝店、名車店、各式品牌店、Paragon百貨公司、美食廣場及餐廳，以及一所有15間放映室的電影院。
商場地庫亦擁有一個號稱東南亞最大的名叫「暹羅海洋世界」的水族館。而頂樓設一個展覽廳、小小大世界 Kidzania、大型保齡球場和卡拉OK。

## 歷史
原址為Siam Intercontinental Hotel，在2002年下半年向泰國政府租賃30年來建造商場，佔地約8.3公頃，耗資泰幣150億銖興建。商場地下餐廳專層Gourmet Garden在2017年1月翻新完成，原有運河改成多邊形，假天花的蔓藤裝置藝術由Korakot Aromdee設計，地下園林亦改建。
到2022年，發展商耗資30億泰銖，將50萬平方米樓面進行翻新，預計2024年中完工。其中4樓在2023年9月翻新完成後命名為SCBX NEXT TECH，設有多間科技用品專門店，金融技术银行中心和金融服务商。

### 事故
2016年11月25日，一名男子在自M楼至G楼的自动扶梯上坠落，落在曼谷海洋世界Sea Life前的B楼。次日，该男子因伤势过重死亡。调查方称较可能是意外坠落。
2023年10月3日下午4時20分，暹罗百丽宫發生嚴重槍擊案，一名14岁男子持枪向人群射击，造成2人死亡、5人受伤，死者分別是一名34歲中國女子及緬甸外勞。14歲槍手在曼谷暹罗凯宾斯基酒店3樓店舖舉起雙手後被捕。

## 樓層簡介
- 地下：美食廣場、高級超市 Gourmet market、Gourmet Garden
- M層-1樓：各大國際高級名牌
- 2樓：電器店、各款歐洲名車的陳列室、全泰國第一間H&M
- 3樓：高級家具、電訊服務、紀伊國屋書店
- 4樓：Food Passage餐廳專層、電器店、銀行、Exotique Thai
- 5樓：小小大世界 Kidzania、展覽廳、4DX 立體電影院、IMAX影院、保齡球場和卡拉OK

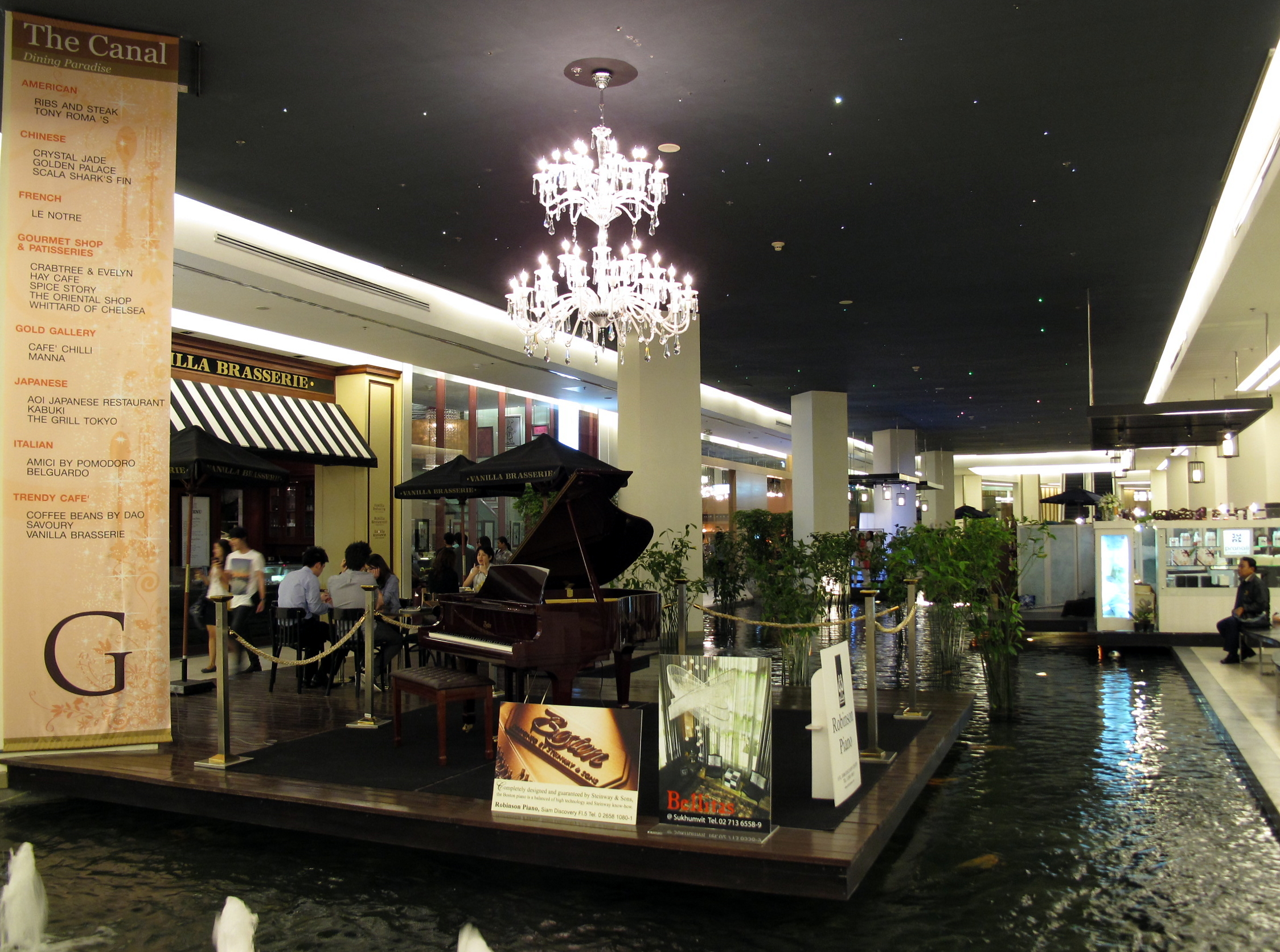
地下The Canal餐廳專區（2011年）
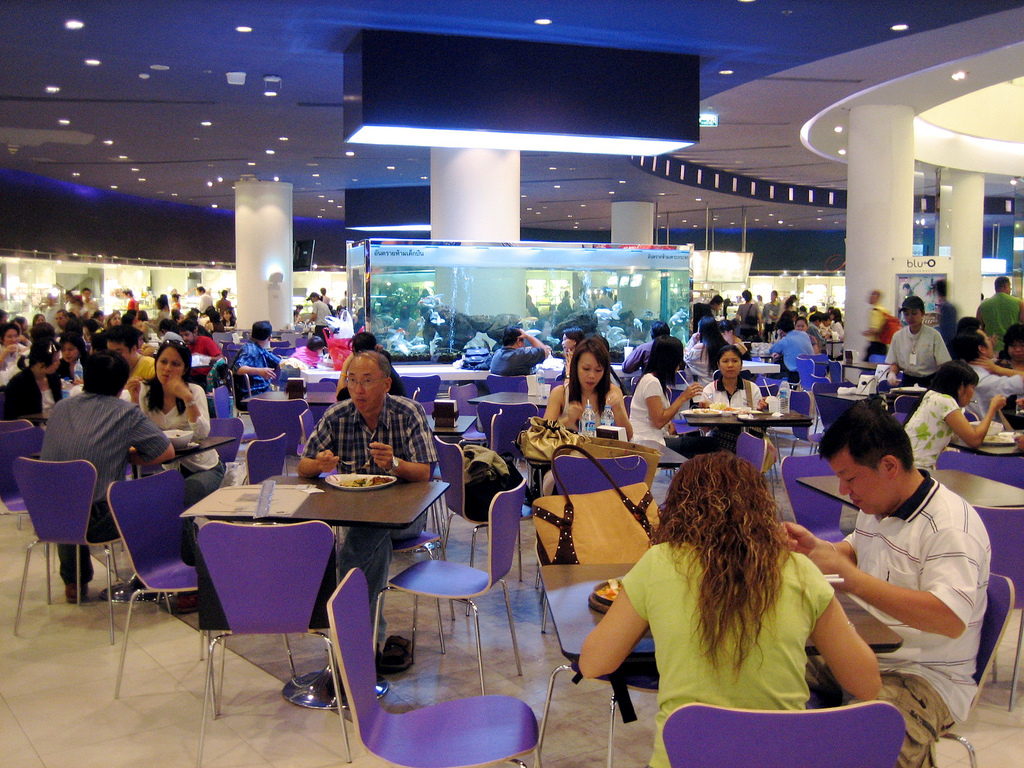
地下美食廣場（2006年）
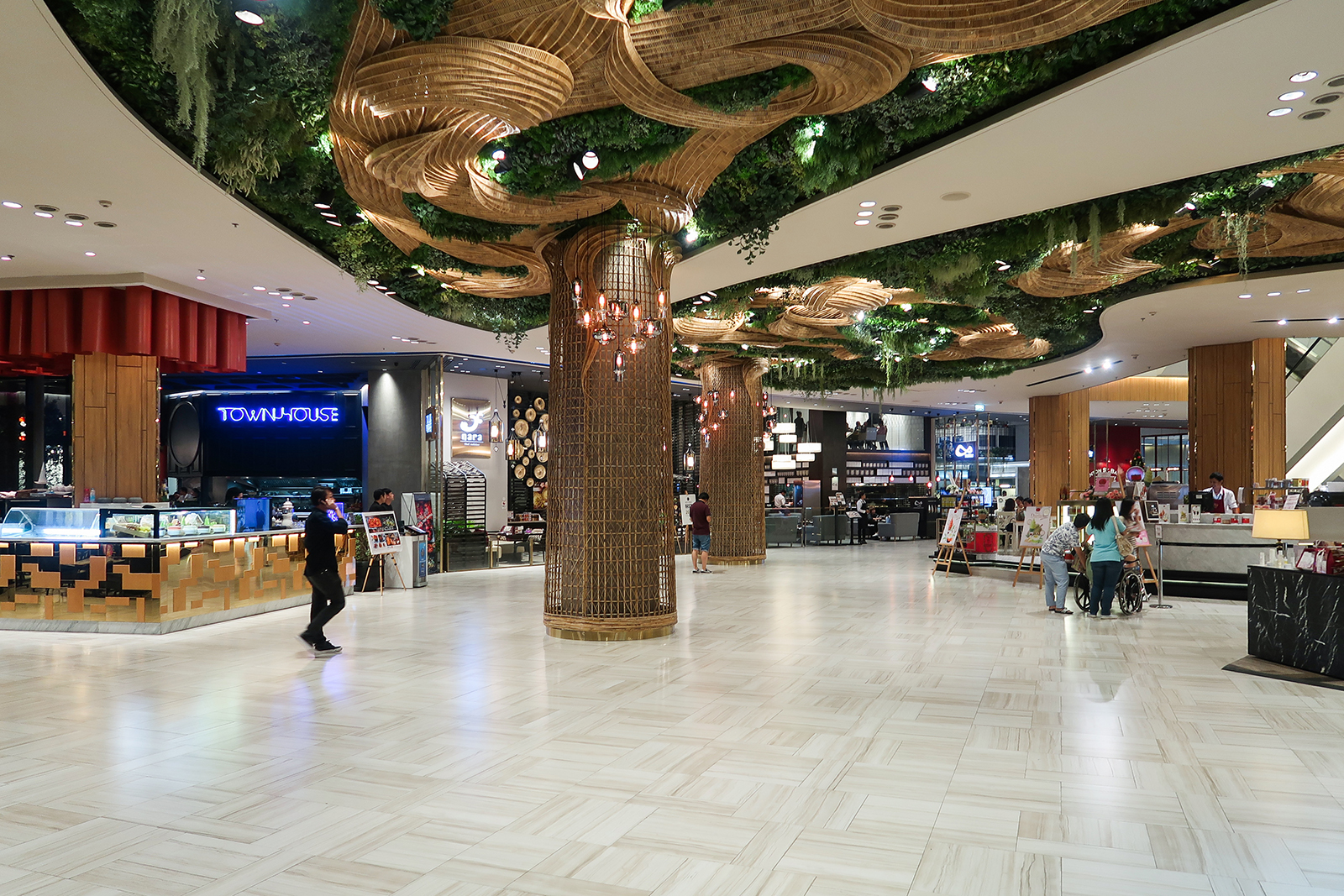
地下翻新後假天花的蔓藤裝置藝術由Korakot Aromdee設計
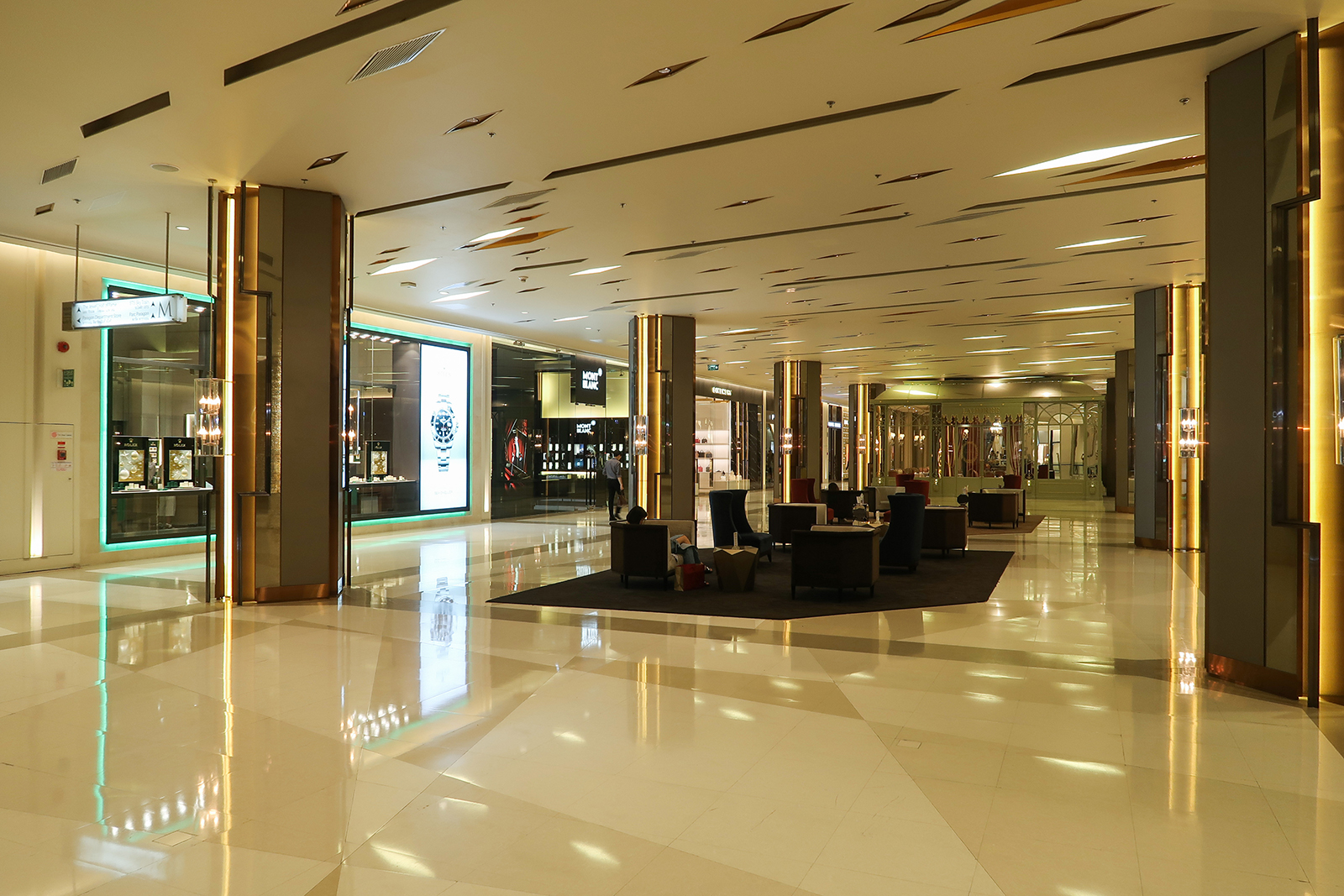
M層名店區
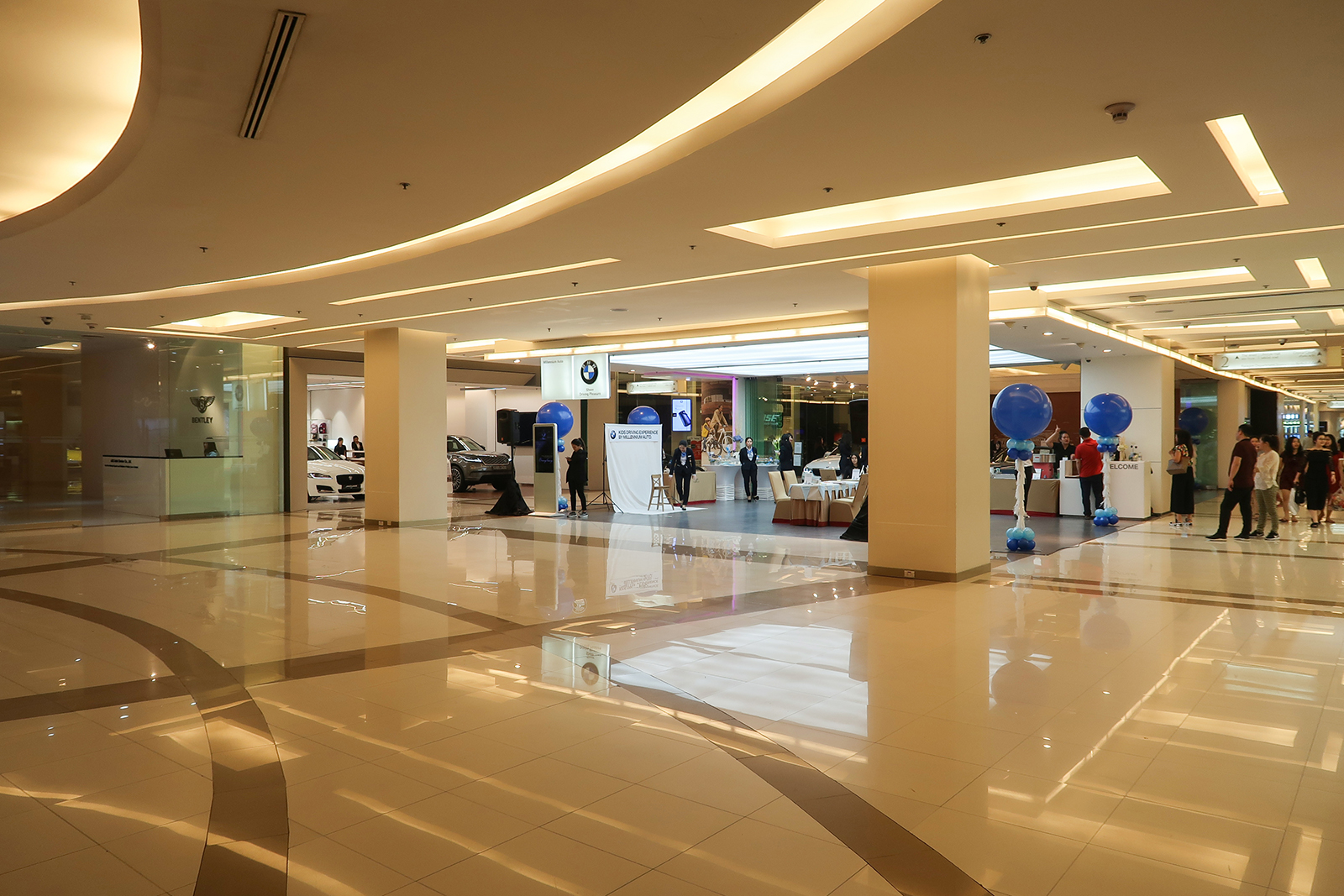
2樓歐洲名車陳列室
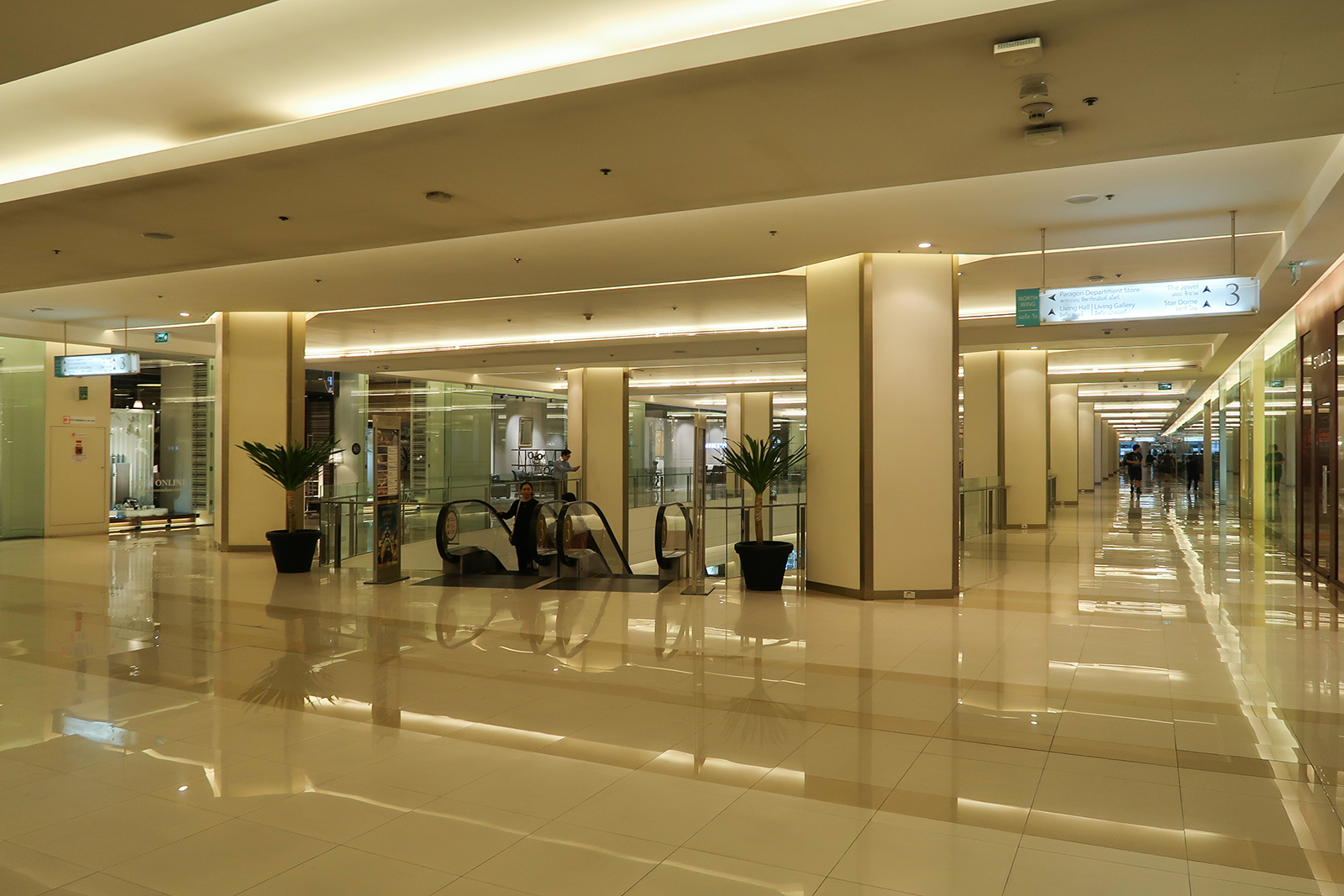
3樓
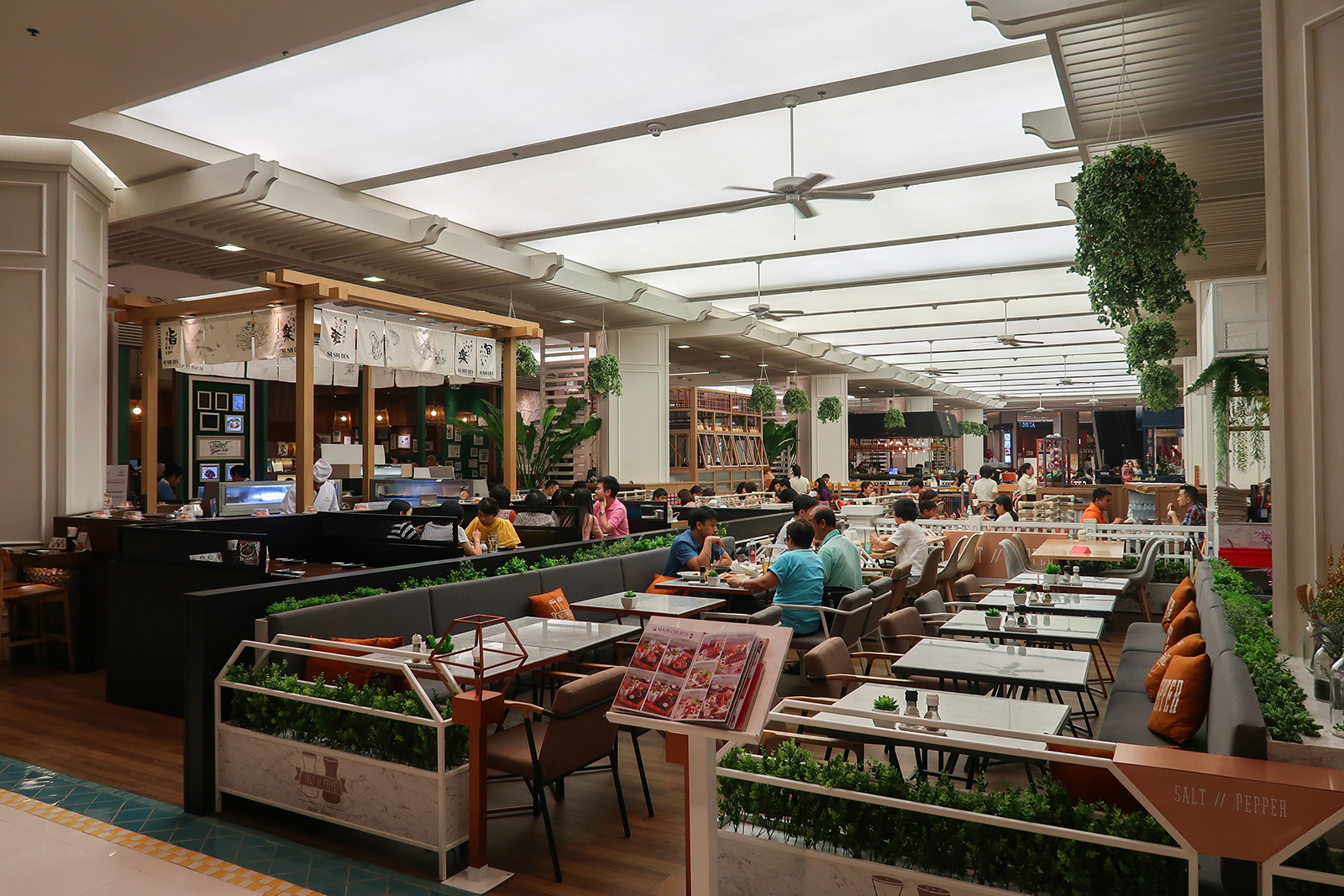
4樓Food Passage餐廳專層
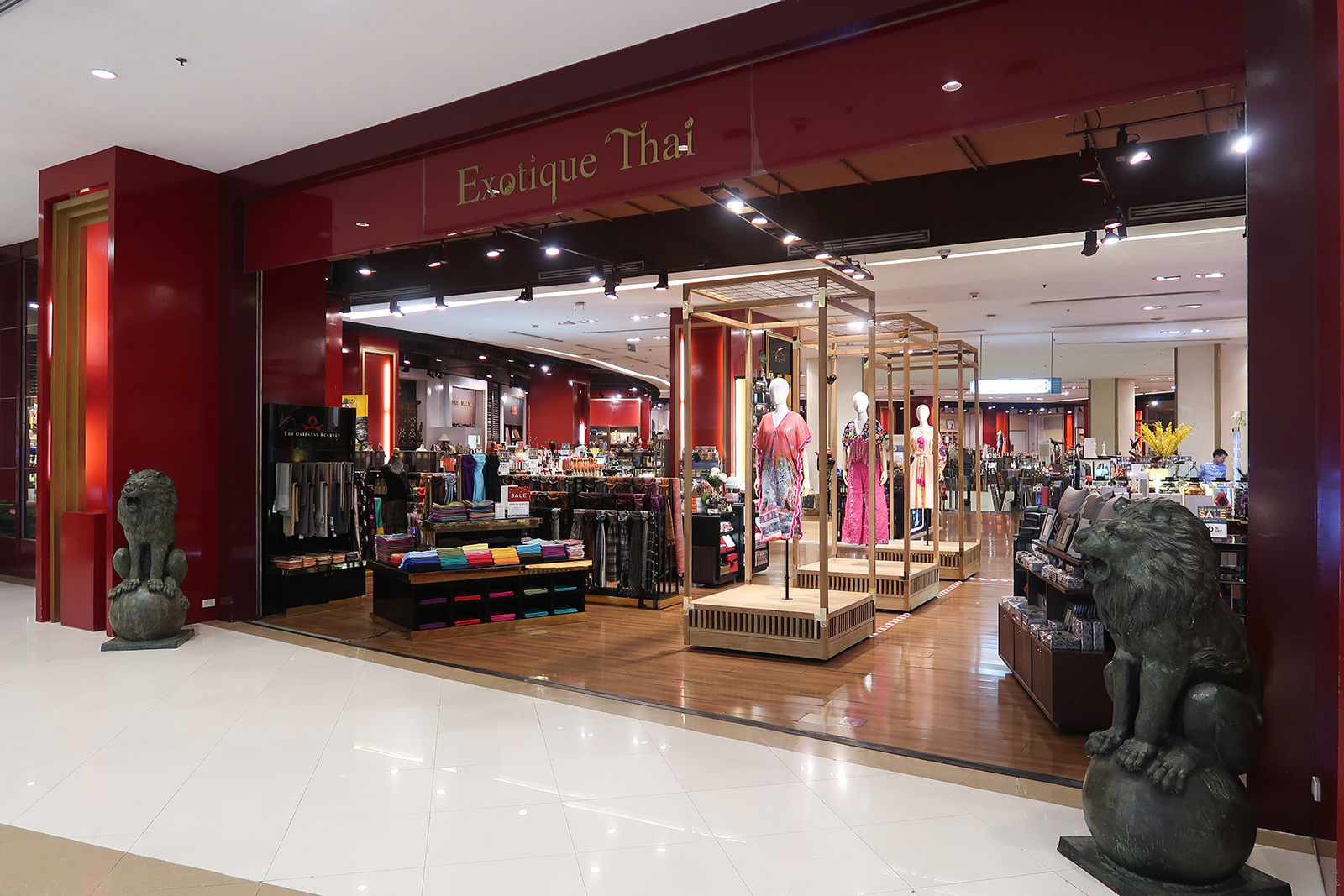
Exotique Thai
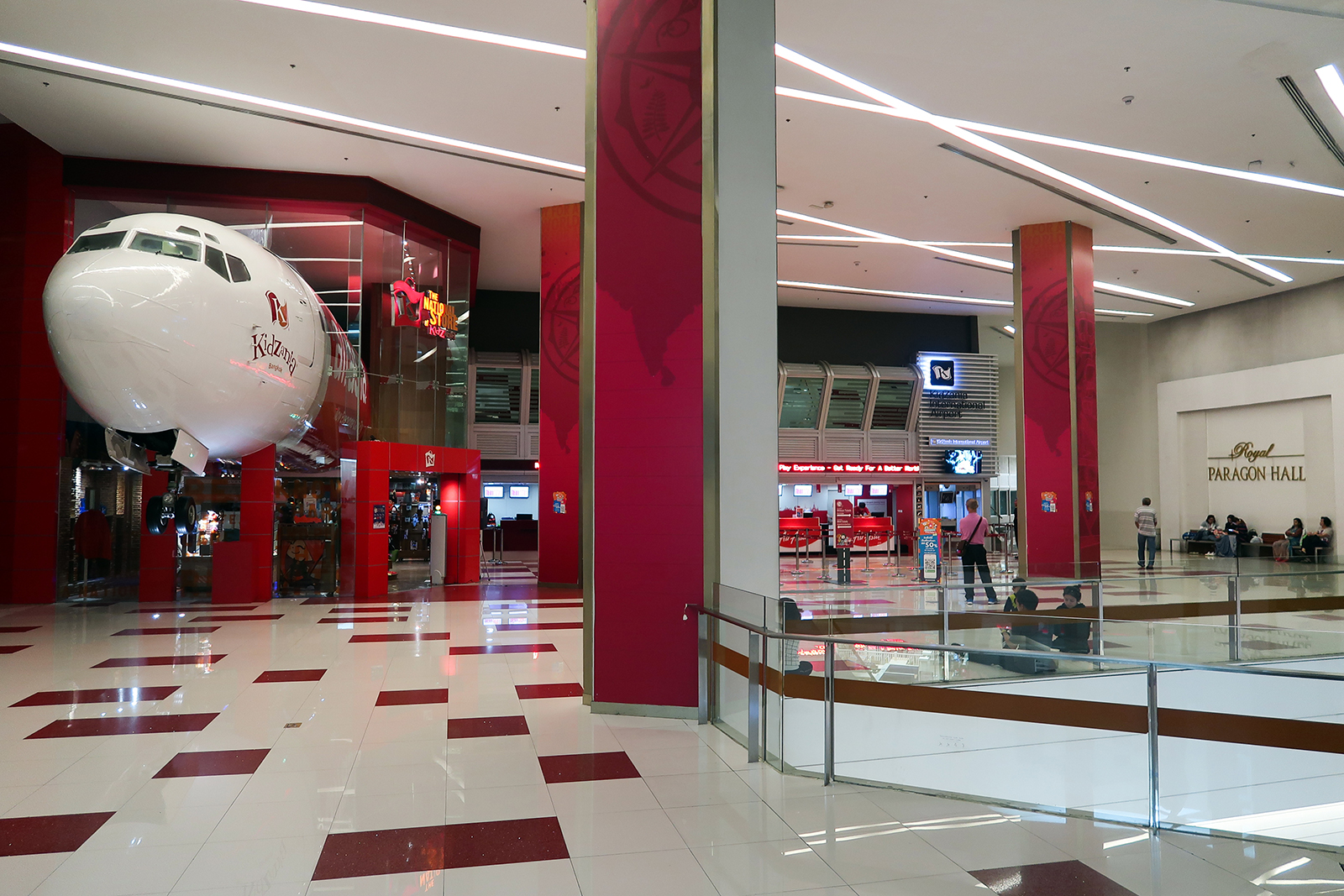
5樓Kidzania
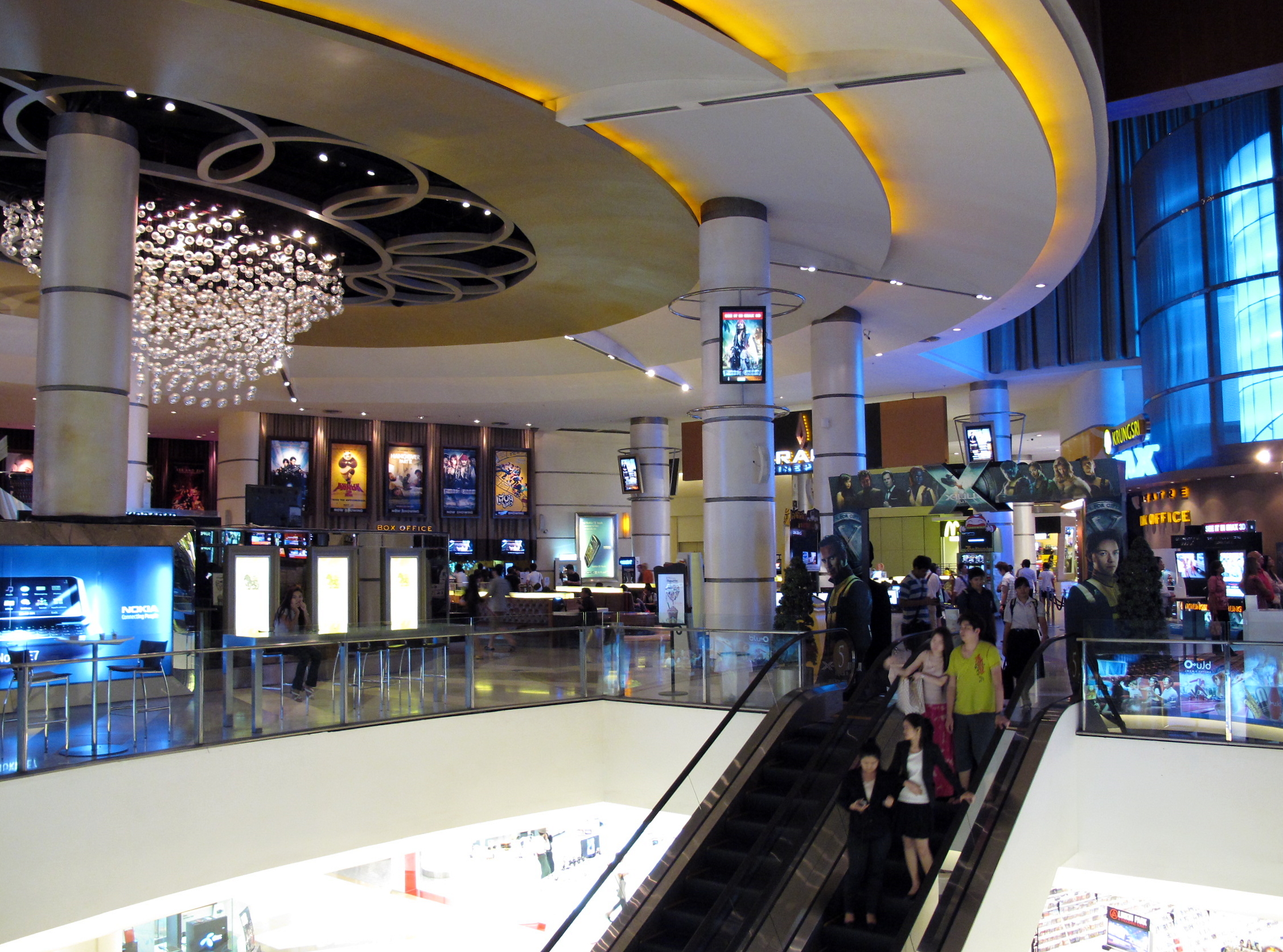
5樓Paragon電影院

## 暹羅海洋世界 Sea Life
號稱為東南亞地區最大的水族館，佔地10,000平方尺，總共30000多隻、400多種海洋生物，並設有水底漫步表演。

## 營業時間
- 每天早上10:00至晚上10:00。

## 公共交通
- 曼谷集體運輸系統，暹羅站。

## 外部連結
- Siam Paragon官方網站 （页面存档备份，存于）